# 주바 대학교
주바 대학교(영어: University of Juba, 아랍어: جامعة جوبا)는 남수단 주바에 위치한 공립 대학이다. 1975년 남수단의 전 부통령이자 대통령인 아벨 알리에에 의해 설립되었다. 이 대학은 제2차 수단 내전으로 인해 일시적으로 하르툼으로 이전되었으며, 2011년 7월 남수단이 독립한 후 주바로 다시 이전했다. 이 대학은 남수단에서 가장 최고의 대학이다.

## 전문 센터
- 인재 개발 및 지속 교육 센터[7]
- 언어 및 번역 센터
- 원격 교육 센터
- 평화 개발 센터
- 번역 및 언어 센터
- ODEL 센터

## 연구소
- 평화 외교 안보 연구소
- 국가 변혁 리더십 연구소
- 프랑스어 연구소

## 칼리지
- 쿠아작 커뮤니티 칼리지[8]
- 대학원 칼리지

## 같이 보기
- 중앙에콰토리아주
- 에콰토리아 지방